# Archäologische Fundstätte „Pionirski Park“

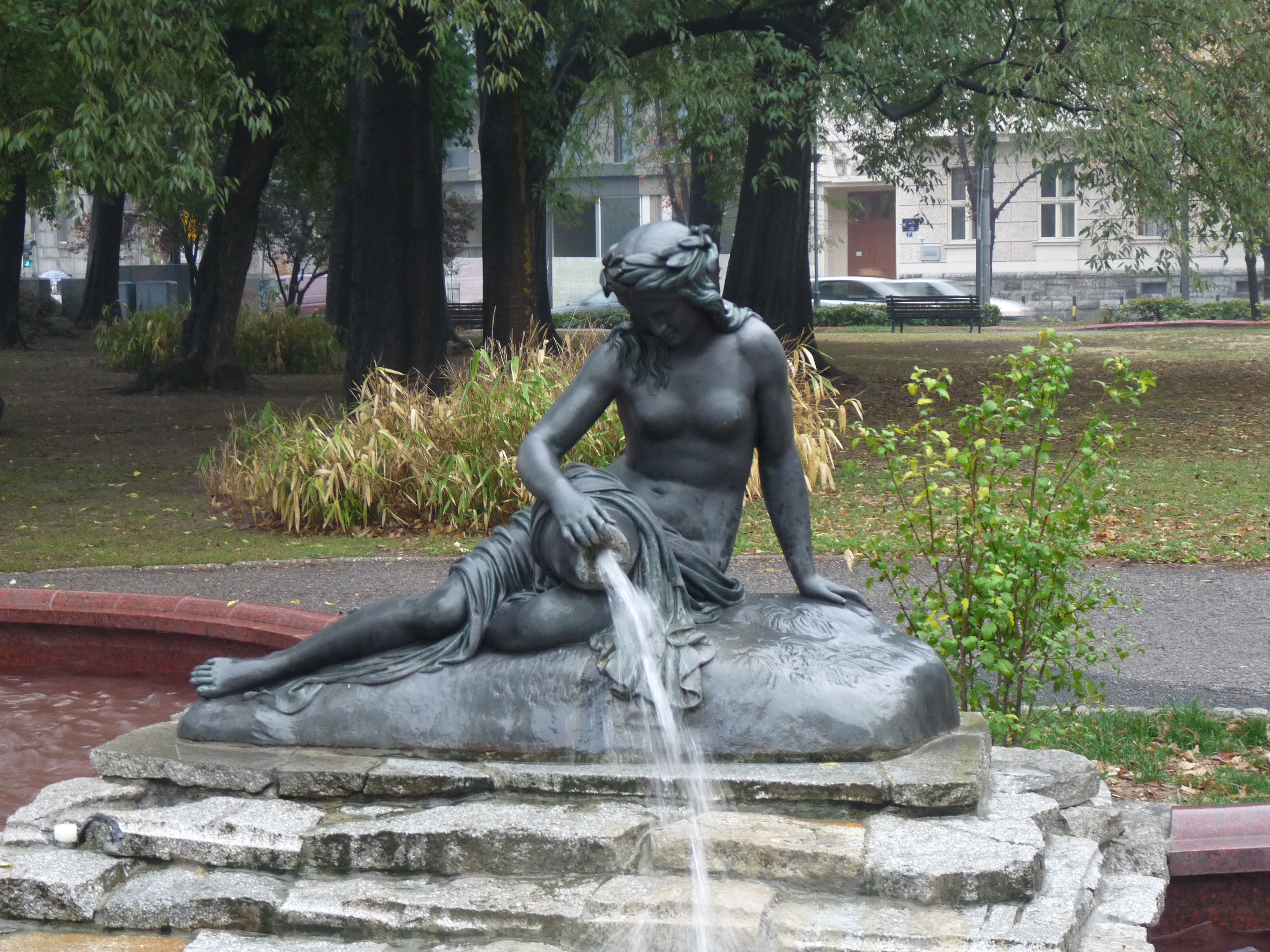

Pionirski Park ist eine archäologische Stätte in Serbien. Die systematische Erforschung des antiken Singidunum dauert seit dem Beginn des 20. Jahrhunderts an. Die Erkenntnisse über diese Stadt sind im Vergleich zur Geschichte anderer antiker Städte, die ebenso lange erforscht werden, immer noch oberflächlich. Einer der Gründe hierfür ist, dass auf dem antiken Singidinum das moderne Belgrad erwachsen ist, durch dessen Bau die vorherigen Kulturschichten zerstört wurden.

## Archäologische Stätte
Das antike Singidunum, das aus einem Heereslager, einer zivilen Siedlung und einer Nekropole bestand, wurde mit dem Beschluss Nr. 176/8 vom 30. Juni 1964 des Instituts für Denkmalschutz der Stadt Belgrad zur archäologischen Fundstätte – Kulturgut – erklärt. Diese Stadt stellte im 1. Jh. unserer Zeit ein bedeutendes urbanes Zentrum der Provinz Moesia Superior dar. Aufgrund seiner Lage zwischen den zwei großen Städten Sirmium und Viminatium entwickelte sich Singidunum als deren wichtiges Verbindungsglied. Die spezifische strategische Lage stellte eine Voraussetzung für die Entstehung der urbanen Struktur der Stadt dar, die aus einem Legionslager, einer Nekropole und Handwerk bestand.
Die Festung aus Stein in Trapezform, Größe um die 560 m × 330 m, auf dem Berg über der Mündung der Save in die Donau, stellte den Sitz der Legio IIII Flavia Felix dar. Der Schutzgraben auf dem Gebiet um die Straße Knez Mihailova war Teil der Erde-Palisaden-Befestigung des ursprünglichen Lagers, das wahrscheinlich eine Fläche von 200 m × 400 m hatte.
Die Siedlung vergrößerte und verkleinerte sich im Laufe der Zeit, aber zur Zeit ihrer größten Entwicklung erstreckte sich der Raum vom heutigen Gebiet Kosančićev venac über die Straßen Kralja Petra, Uzun-Mirkova, den Platz Studentski trg und das Gebiet um die Philosophische Fakultät nach Norden und Nordosten.
Auf dem Gebiet des heutigen Belgrad wurden auch antike Nekropolen entdeckt. Es gab drei davon: eine kleinere, die sich von der heutigen Straße Pop-Lukina, der Brankov-Brücke und dem Gebiet Zeleni venac erstreckte; eine zweite, die als nordöstliche bezeichnet wird, umfasst den Bereich von der Straße Tadeuša Košćuški und dem Gebiet Dunavska padina bis zum Platz Trg Republike. Die südöstliche Nekropole breitet sich vom Platz Trg Republike über die Straße Dečanska, den Bulevar kralja Aleksandra bis zur Technischen Fakultät und das Denkmal von Vuk Karadžić aus, wo man die größte Anzahl an Gräbern gefunden hat.

## Archäologische Forschungen
Während des Baus der Tiefgarage im Pionirski park im Jahre 2003 wurden archäologische Forschungen durchgeführt und dabei 15 römische Gräber, 4 frei gegrabene Gräber ohne Möglichkeit der Datierung und ein Sarkophag aus Stein entdeckt und untersucht.
Die Funde bestätigten, dass der Standort „Pionirski park“ Teil der südöstlichen Nekropole des antiken Singidunum ist und Tote hier während des 3. und 4. Jahrhunderts unserer Zeit begraben wurden. Es sind mehrere Arten von Grabkonstruktionen vertreten:
- Gräber, die aus horizontal aufgestellten Ziegelsteinen gebaut wurden
- Gräber, die aus seitwärts aufgestellten Ziegelsteinen gebaut wurden
- Gruben ohne Mauerwerk, neben denen Eisenkeile entdeckt wurden, die auf die Verwendung von Holzkonstruktionen zur Beerdigung der Toten hinweisen.

Alle Grabkonstruktionen sind aus römischen Ziegelsteinen der Größe 0,40 m × 0,27 m × 0,04 m gebaut worden und mit Kalkmörtel verbunden, während das Innere mit wasserundurchlässigem Mörtel verputzt ist. Manche von ihnen waren mit Hasenpfoten oder Kerben, die an das lateinische S erinnern, verziert. Viele haben auch den Stempel LEG IIII FF, der darauf hinweist, dass die Ziegel in der lokalen Werkstatt der Legion IIII Flavia Felix, die in Singidunum stationiert war, hergestellt wurden.
Die Mehrheit der Grabkonstruktionen wurde geplündert, wahrscheinlich zur Zeit des Einfalls barbarischer Stämme. Nur ein Grab (eines ca. 14-jährigen Mädchens) war nicht geplündert und war Grundlage für die spätere Präsentation der Bodenfunde. In diesem Grab wurden, neben Skelettresten, auch Grabfunde, die während der Beerdigung niedergelegt wurden, entdeckt: ein Glasierter Krug, zwei Bronzeringe und ein Goldring mit Schließhaken.
Von den übrigen entdeckten mobilen Bodenfunden der Fundstätte „Pionirski park“ sind folgende erwähnenswert: eine Glasperle, entdeckt in einem Sarkophag, eine Bronzemünze mit Abbild von Konstantin II. als Caesar (324-337) auf der Vorderseite und zwei Soldaten mit zwei Standarten auf der Rückseite, sowie ein Balsamarium in blaugrüner Farbe.

## Präsentation des mobilen archäologischen Materials
Im Laufe des Jahres 2010 hat das Institut für Denkmalschutz der Stadt Belgrad eine Initiative gestartet, um den Bereich, in dem die Bodenfunde und Überbleibsel entdeckt wurden, zu kennzeichnen, und zwar indem man im Rahmen der Tiefgarage eine Dauerausstellung von Kopien der entdeckten Funde macht. Diese Idee wurde am 17. März 2011 realisiert, als im Vorraum der Garage vor der Kasse eine Vitrine mit den Kopien des mobilen archäologischen Materials, nicht nur von der Fundstätte „Pionirski park“, sondern auch von anderen Fundstätten, die zur südöstlichen Nekropole des antiken Singidinum gehören, aufgestellt wurde.
Es handelt sich hierbei um eine Dauerausstellung, die im Mai 2011 mit Originalen ergänzt wurde – mobilen archäologischen Funden von der Fundstätte „Pionirski park“. Jetzt befinden sich in der Vitrine: Kopien von Krügen, einigen Schüsseln und Öllampen, sowie Originale: antike Ziegel, die der ältesten Kulturschicht dieser Fundstätte angehören, und einige „türkische“ Pfeifen, die dem jüngsten Kulturhorizont im „Pionirski park“ angehören.

## Bilder

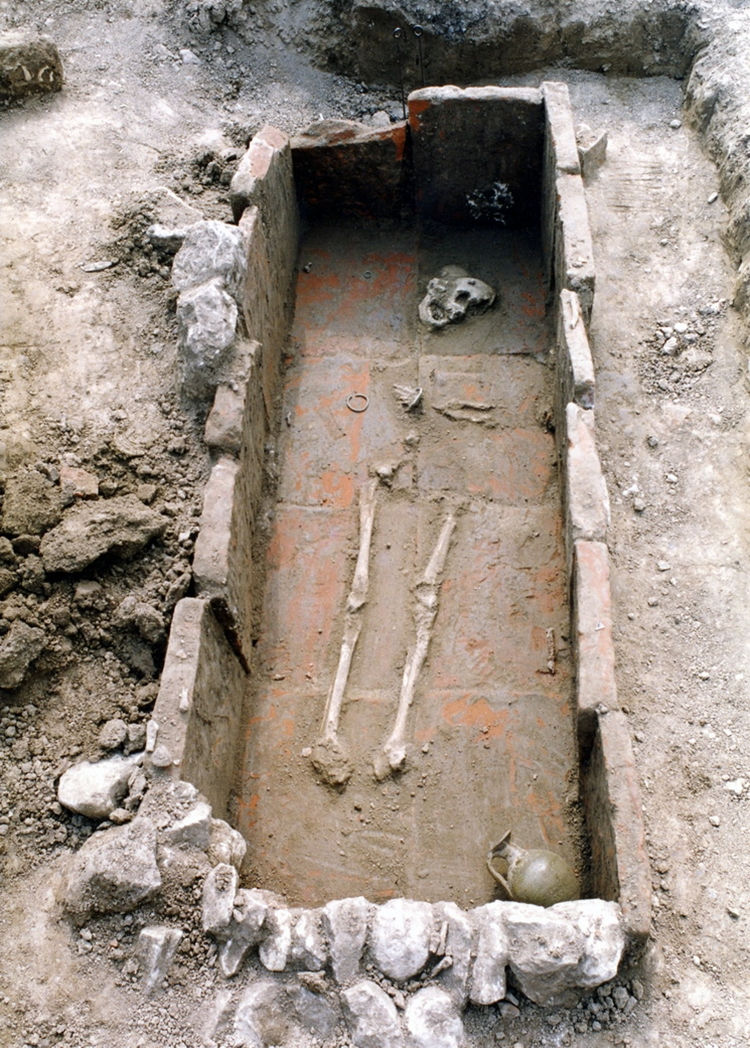
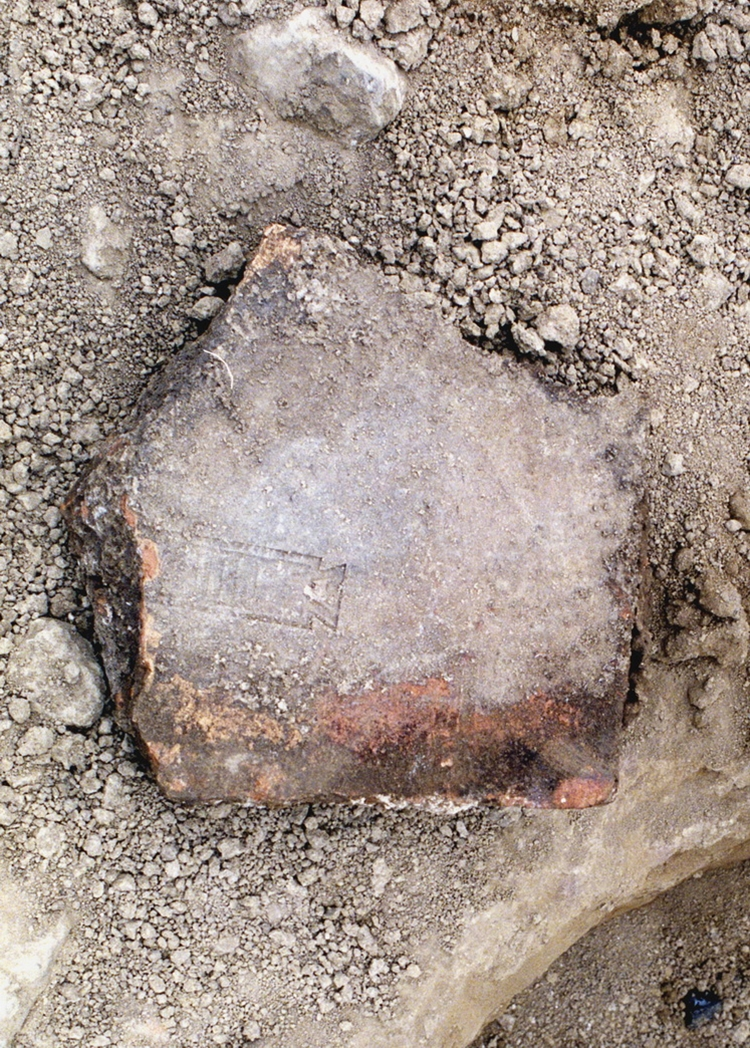
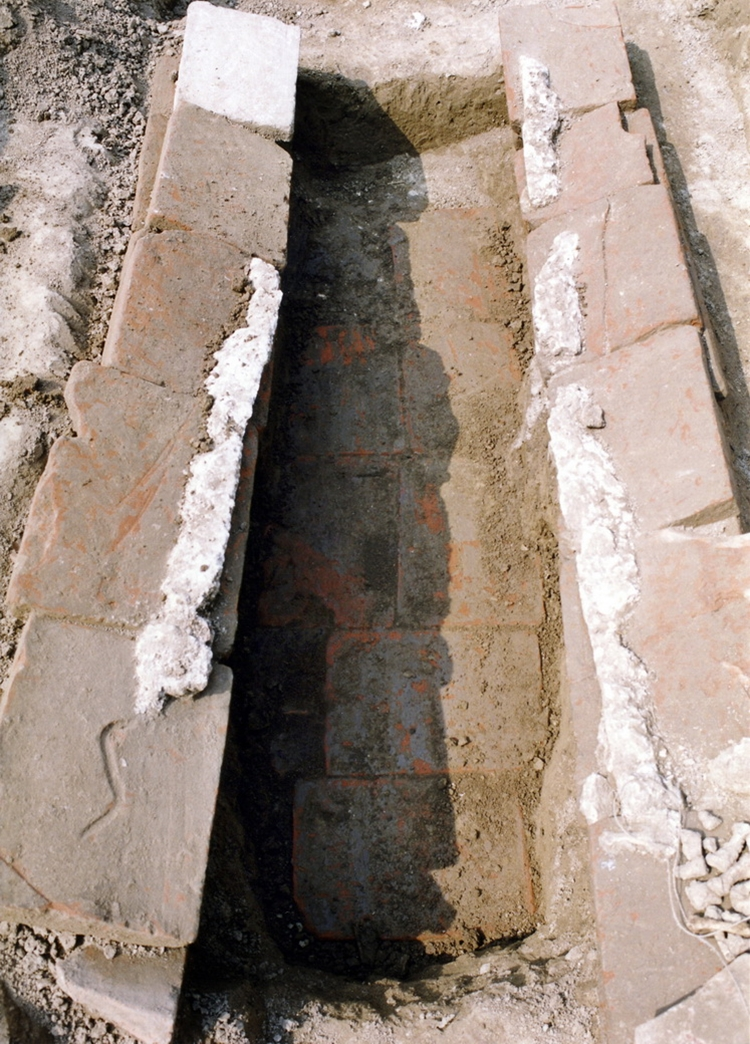
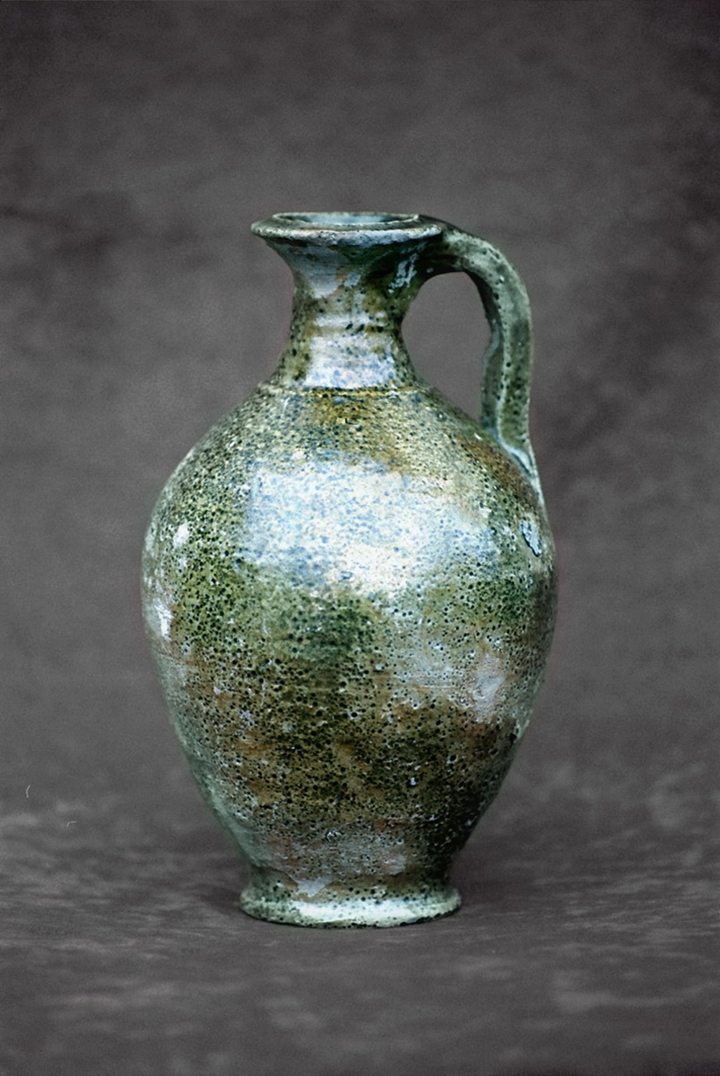
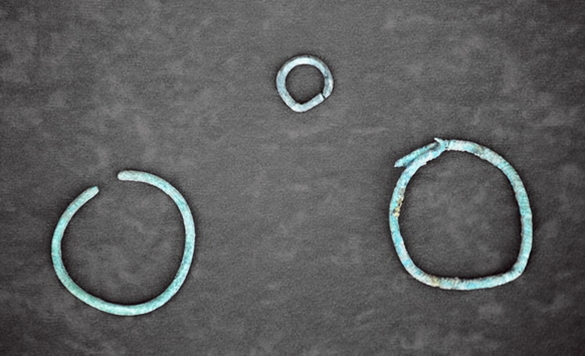
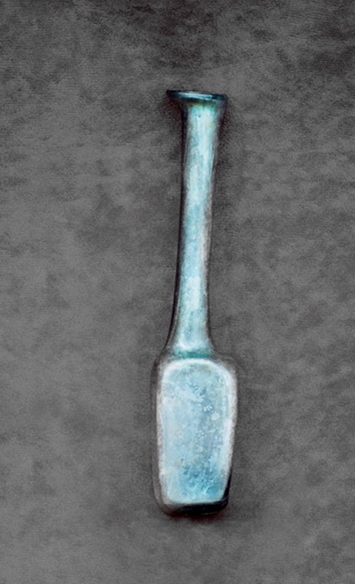
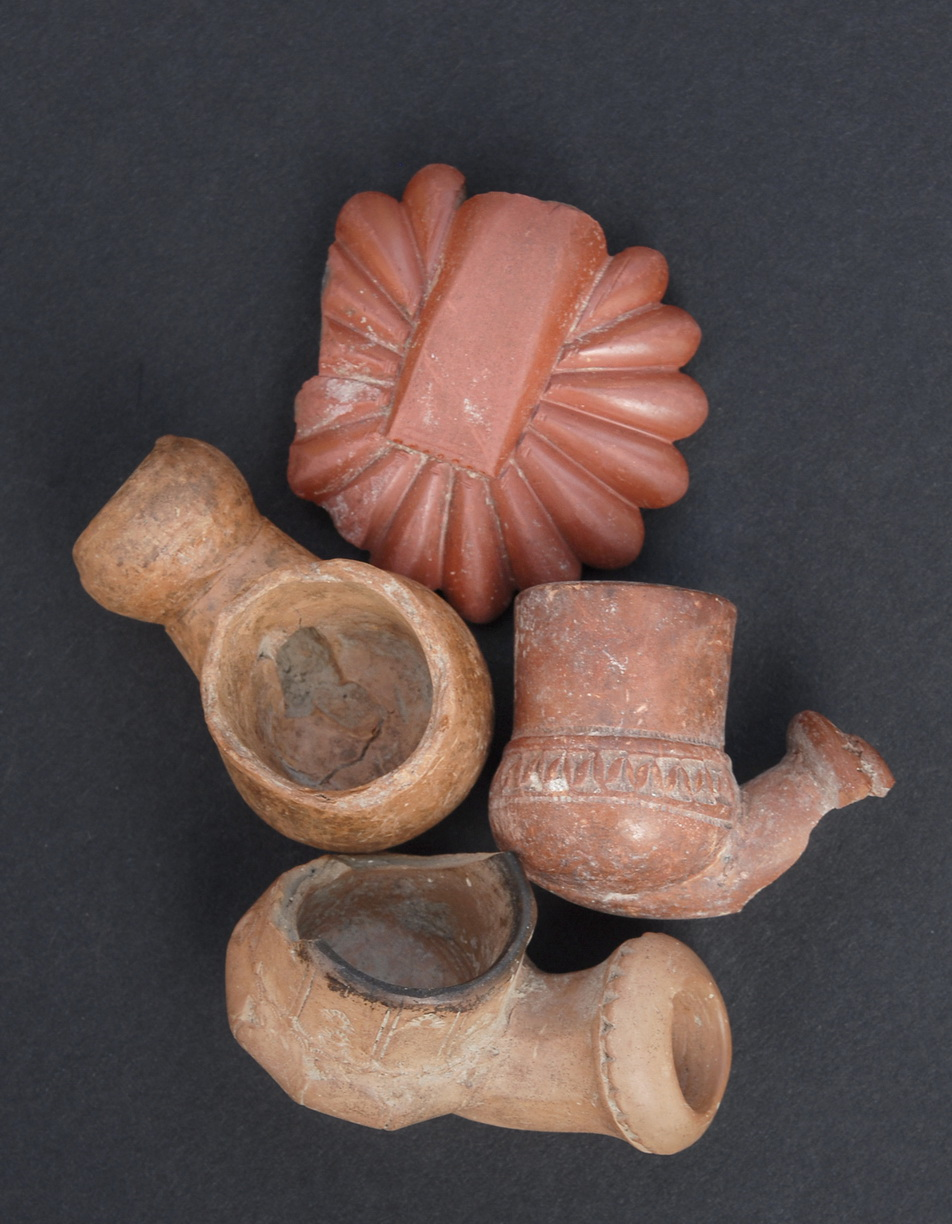
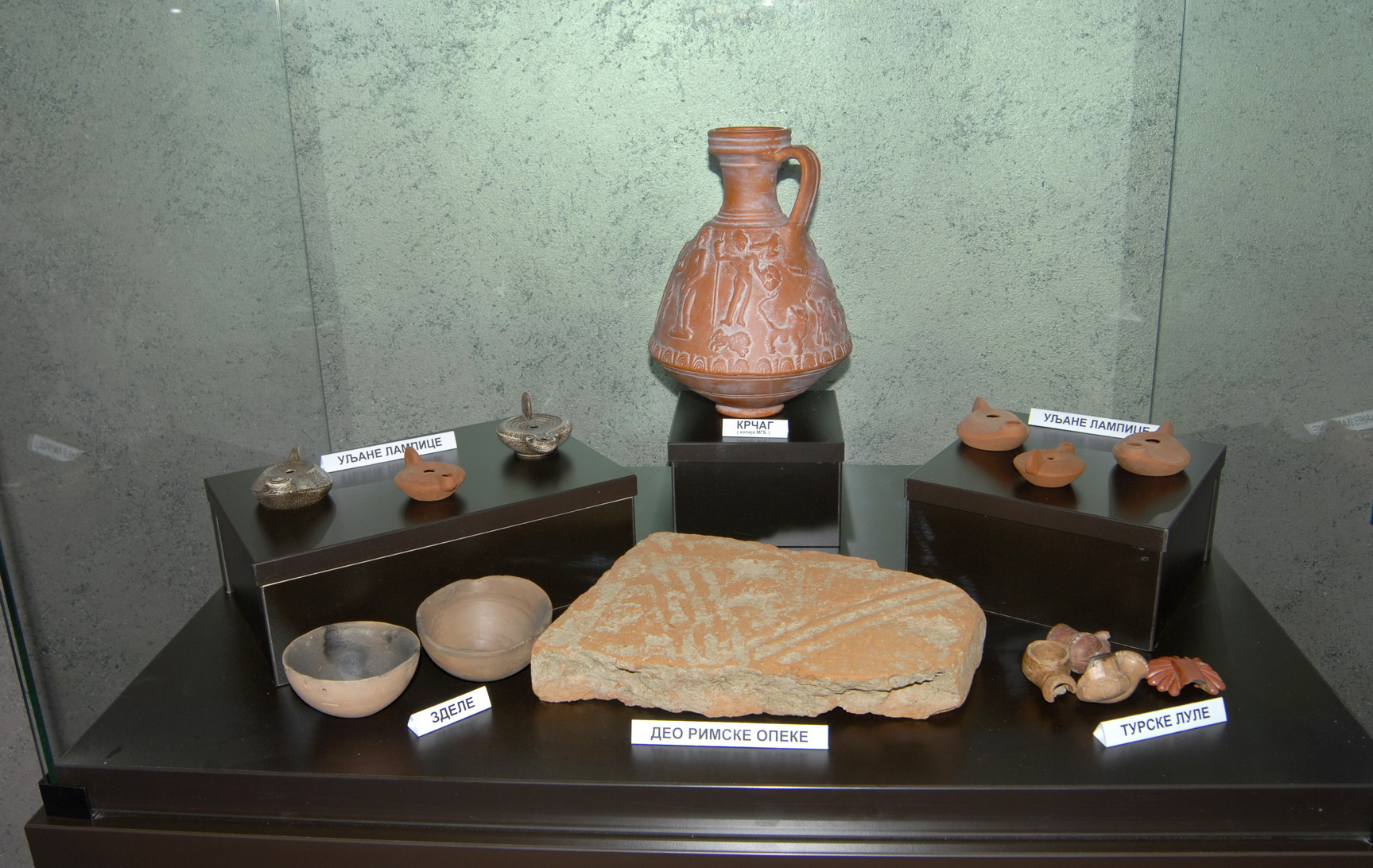
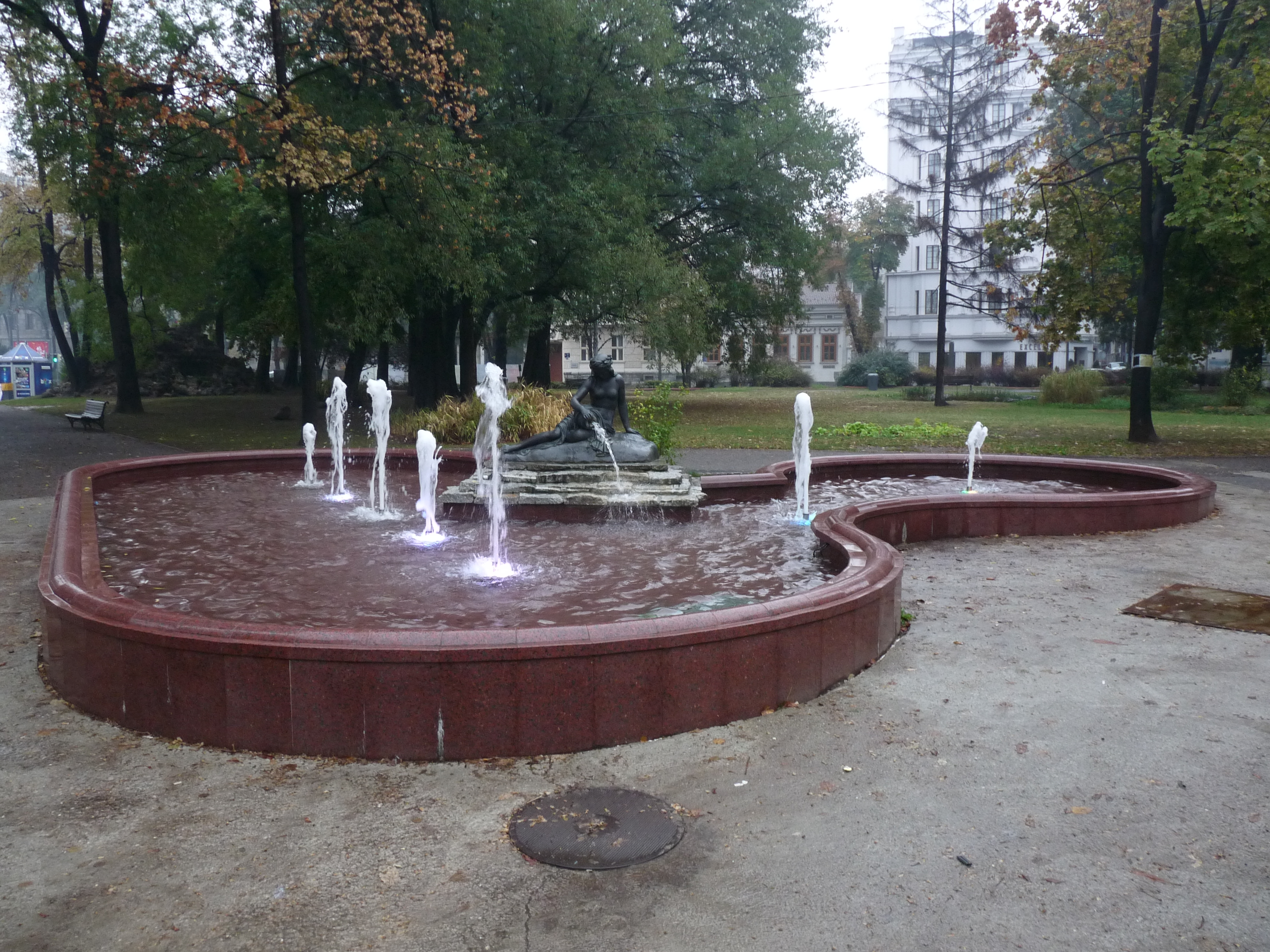
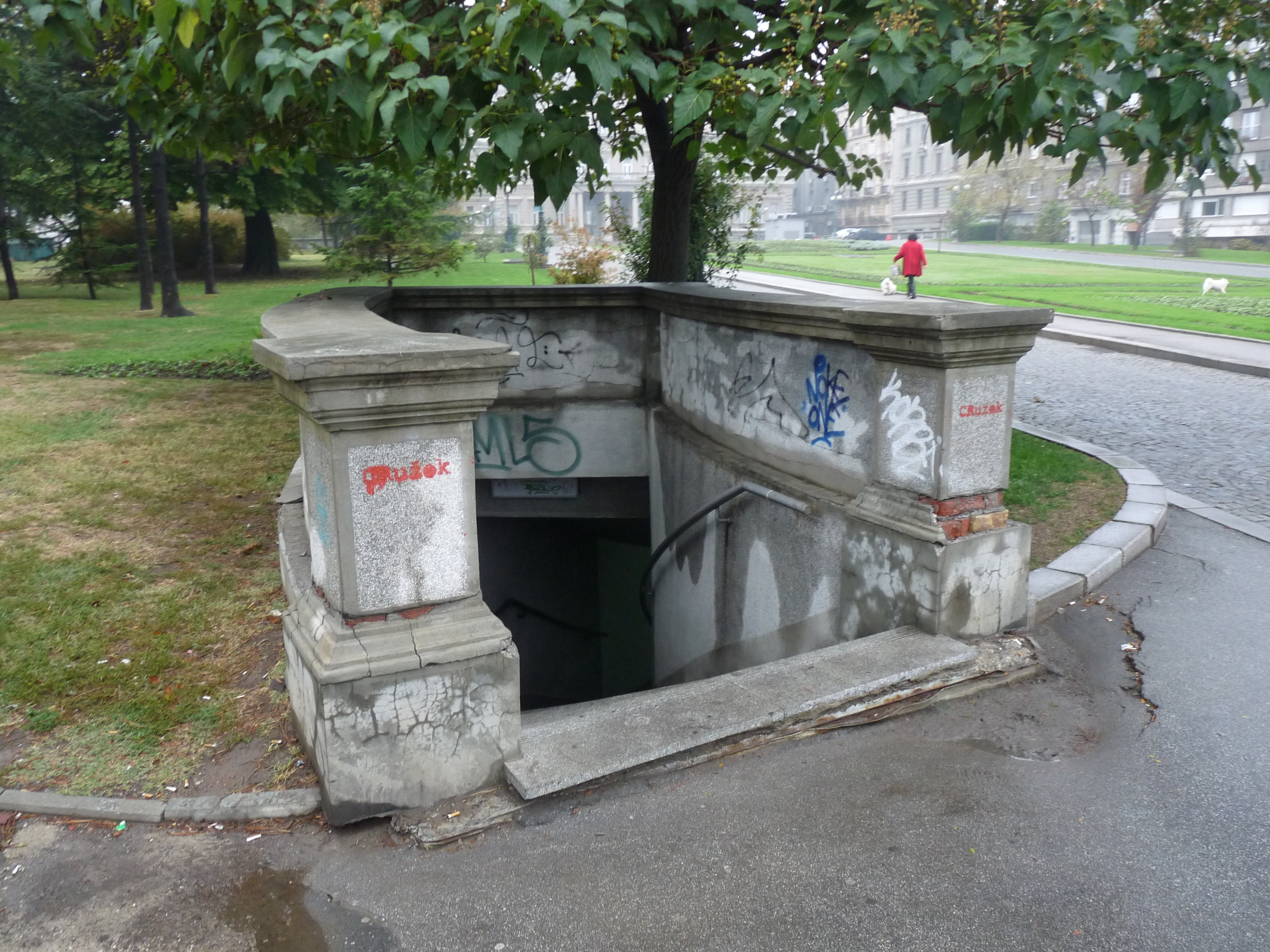
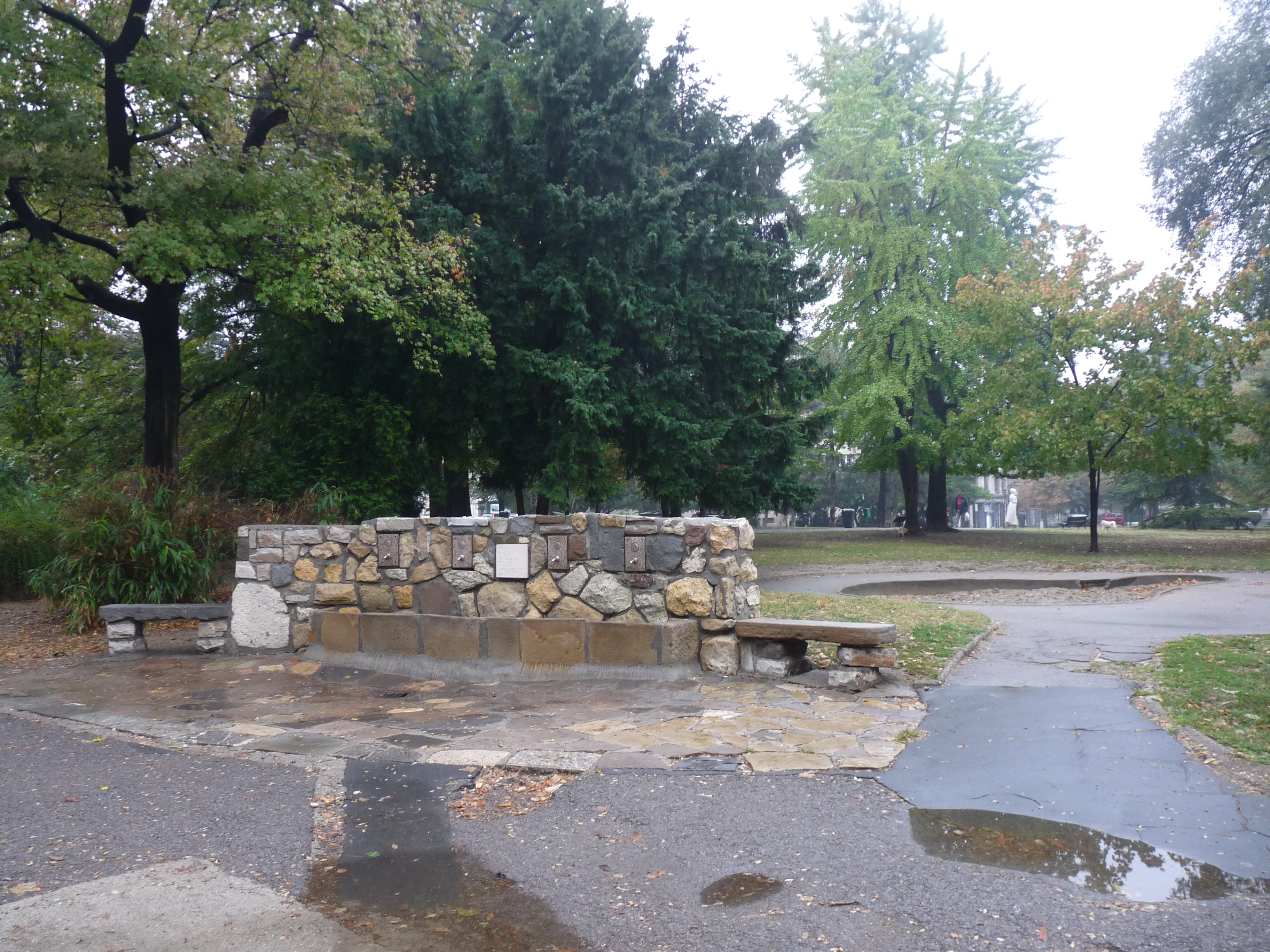

## Bibliografie
- Zoran Simić, Rezultati zaštitnih arheoloških iskopavanja na prostoru jugoistočne nekropole Singidunuma, Singidunum 1, Belgrad 1997, 21-56.
- M. Popović, Antički Singidunum: Dosadašnja otkrića i mogućnost daljih istraživanja, Singidvnvm 1, (1997), 1-20.
- Stefan Pop-Lazić, Nekropole rimskog Singidunuma, Singidvnvm 3, Belgrad 2002, 7-101.
- Aleksandar Jovanović, Rimske nekropole na teritoriji Jugoslavije, Belgrad 1984.
- Sonja Petru, Emonske nekropole, Ljubljana 1972.